# Львовское воеводство
Льво́вское воево́дство — польская административно-территориальная единица в Галиции в период между двумя мировыми войнами. Территория в 1921 году — 27 024 км², в 1939 году — 28 402 км². Население в 1921 году — 2 718 014 человек, в 1931 году — 3 126 300 человек. Было организовано 23 декабря 1920 года после присоединения Восточной Галиции к Польше. Граничило с Чехословакией.
Прекратило существование 4 декабря 1939 года после образования Генерал-губернаторства Третьего рейха и Львовской и Дрогобычской областей УССР. Восстановлено с центром в городе Жешув, без территорий, вошедших в состав СССР, в 1944 году. 18 августа 1945 года переименовано в Жешувское.

## История
21 апреля 1920 года Директория Украинской Народной Республики заключила договор с Правительством Польской Республики о совместной войне против Российской СФСР на условиях признания перехода к Польше западно-украинских земель за пределами российско-австрийской границы существовавшей до 1914 года.
Польское правительство 23 декабря 1920 года образовало Львовское воеводство.
После завершения Советско-польской войны 1919—1921 гг.. 18 марта 1921 года ПР, РСФСР и Украинская ССР подписали Рижский мирный договор 1921 г. по условиям которого УНР прекратила существование, а земли перешли к Польше, в том числе Львовское воеводство.
1 сентября 1939 года германские войска напали на Польскую Республику, началась Германо-польская война 1939 года.
17 сентября 1939 года Красная Армия Советского Союза вступила на территорию восточной Польши — Западной Украины, и 28 сентября 1939 года был подписан Договор о дружбе и границе между СССР и Германией. Территория воеводства была разделена между СССР и Третьим Рейхом.
На территориях, вошедших в состав СССР, 27 октября 1939 года установлена Советская власть.
C 14 ноября 1939 года восточная часть воеводства в составе Украинской Советской Социалистической Республики Союза Советских Социалистических Республик.
Указ Президиума Верховного Совета СССР от 4 декабря 1939 года «Об образовании Волынской, Дрогобычской, Львовской, Ровенской, Станиславской и Тарнопольской областей в составе Украинской ССР» утвердил новые административно-территориальные образования на территории СССР.
На территориях, не вошедших в Советский Союз 22 августа 1944 года, указом Польского комитета национального освобождения восстановлено довоенное территориально-административное деление. Временной столицей воеводства стал город Жешув. 18 августа 1945 года переименовано в Жешувское и Жешув был утверждён в качестве столицы воеводства.

## Административное деление
Площадь повята дана по состоянию на 1939 года. Население по данным всеобщей переписи населения 1931 года. Для повятов, упразднённых ранее этого — площадь по состоянию на последний год существования, население на основе данных переписи 1921 года.
| Повят | Площадь (км²) | Население |  | Центр повята           | Население центра |
| --- | ------------- | --------- |  | ---------------------- | ---------------- |
| Львовское воеводство |               |           |  |                        |                  |
| Бубрецкий | 891           | 97 100    |  | Бубрка                 | 5441             |
| Бжозовский | 684           | 83 200    |  | Бжозув                 | 4242             |
| Цешанувский (до 1922) 4 | 1136          | 86 549    |  | Цешанув 4              | 2248             |
| Добромильский | 994           | 94 000    |  | Добромиль              | 5531             |
| Дрогобычский | 1499          | 194 400   |  | Дрогобыч               | 32 300           |
| Грудецкий | 889           | 85 000    |  | Грудек Ягеллоньский    | 12 942           |
| Ярославский | 1337          | 148 000   |  | Ярослав                | 22 330           |
| Яворовский | 977           | 86 800    |  | Яворув                 | 10 690           |
| Кольбушовский | 873           | 69 600    |  | Кольбушова             | 3112             |
| Кросьненский ¹ | 934           | 113 400   |  | Кросно                 | 12 125           |
| Лиский (с 1931 Леский) 5 | 1832          | 111 600   |  | Лиско (с 1931 Леско) 5 | 3943             |
| Любачовский (с 1923) 4 | 1146          | 87 300    |  | Любачув 4              | 6245             |
| Львовский | 1276          | 142 800   |  | Львув                  | 312 200          |
| Львув-город | 67            | 312 200   |  | Львув                  | 312 200          |
| Ланьцуцкий | 889           | 97 700    |  | Ланьцут                | 7535             |
| Мосьциский | 755           | 89 500    |  | Мосьциска              | 4770             |
| Нижаньский | 973           | 64 200    |  | Ниско                  | 5461             |
| Пшемышльский | 1002          | 162 500   |  | Пшемысль               | 51 000           |
| Пшеворский | 415           | 61 400    |  | Пшеворск               | 5941             |
| Равский | 1401          | 122 100   |  | Рава-Русская           | 11 146           |
| Рудецкий | 670           | 79 200    |  | Рудки                  | 3649             |
| Жешувский ¹ | 1270          | 185 100   |  | Жешув                  | 26 900           |
| Самборский ² | 1133          | 133.800   |  | Самбор                 | 21 900           |
| Саноцкий | 1282          | 114 200   |  | Санок                  | 14 262           |
| Сокальский | 1324          | 109 100   |  | Сокаль                 | 12 135           |
| Старосамборский (до 1932) ² | 689           | 82 135    |  | Стары Самбор           | 4867             |
| Стшижовский (до 1932) ¹ | 524           | 56 400    |  | Стшижув                | 3060             |
| Тарнобжегский | 949           | 72 200    |  | Тарнобжег              | 3643             |
| Турчаньский (с 1931) ³ | 1829          | 114 400   |  | Турка                  | 10 145           |
| Жулкевский | 1111          | 95 500    |  | Жулкев                 | 10 348           |
| ¹ 1 апреля 1932 г. расформирован Стшижовский повят а его территории вошли в состав Жешувского и Кросьненского повятов (Dz. U. z 1932 r. Nr 6, poz. 36).      |               |           |  |                        |                  |
| ² 1 апреля 1932 г. расформирован Старосамборский повят а его территория включена в Самборского повята (Dz. U. z 1932 r. Nr 6, poz. 36).                      |               |           |  |                        |                  |
| ³ 17 апреля 1931 года в состав Львовского воеводства передан Турчаньский повят из Станиславовского воеводства (Dz. U. z 1931 r. Nr 34, poz. 238).            |               |           |  |                        |                  |
| 4 1 января 1923 перенесён центр Цешанувского повята из Цешанува в Любачув а название повята изменено на Любачовский повят (M.P. z 1922 r. Nr 282, poz. 204)  |               |           |  |                        |                  |
| 5 4 марта 1931 изменено название повятого центра Лиска на Леско, из-за чего название Лиского повята изменено на Леский повят (M.P. z 1931 r. Nr 51, poz. 86) |               |           |  |                        |                  |

## Население

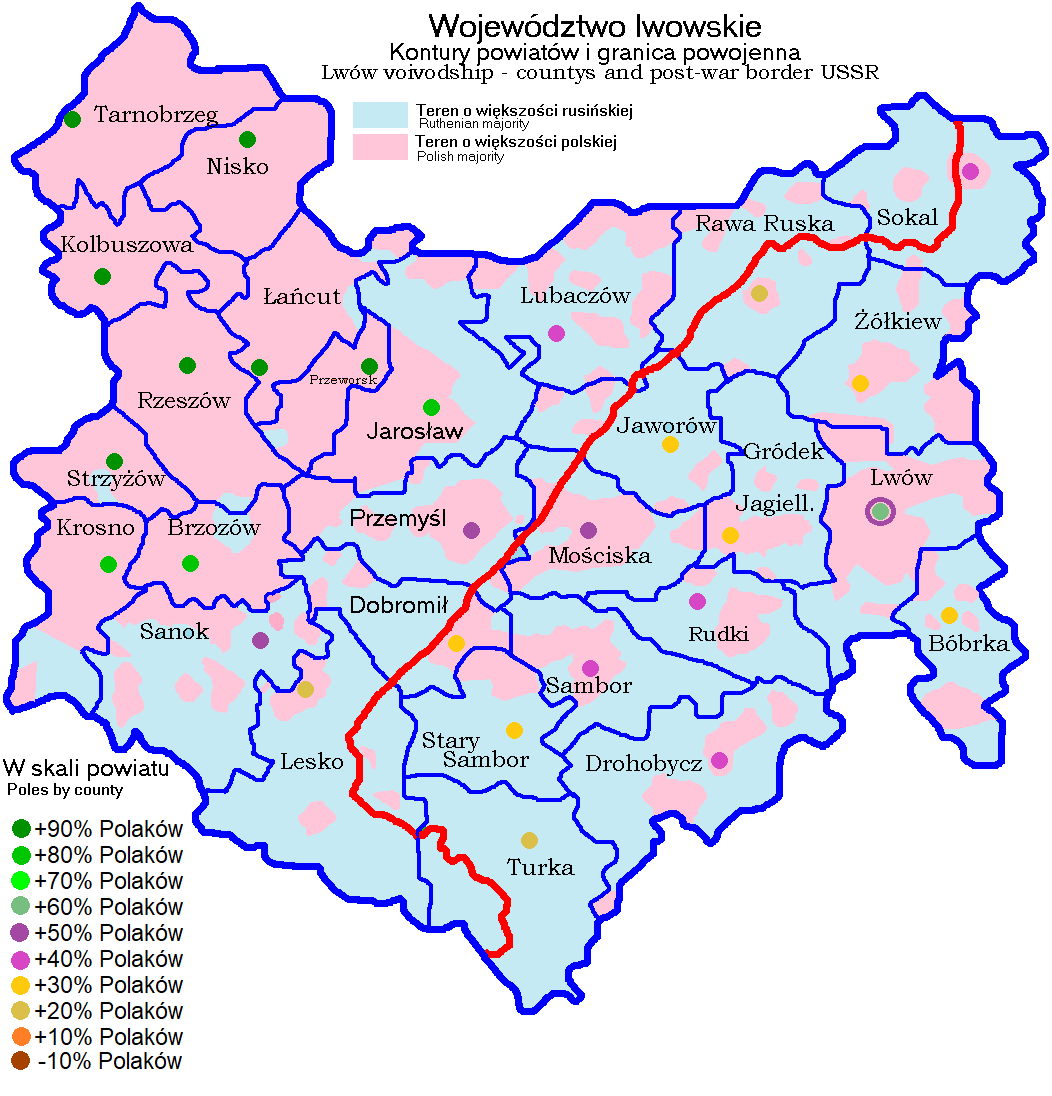
Население Львовского воеводства: красным цветом отмечены территории с польским большинством, зелёным — с русинским большинством; красная линия — граница между Польшей и Украиной 1951

По переписи 1931 года в той части Львовского воеводства, которая ныне входит в состав Украины, проживало 1 661 971 человек, из которых 757 202 (45.56 %) признали родным языком украинский язык, 739 137 (44.47 %) — польский язык, 150 930 (9.08 %) — идиш, 10 612 (0.64 %) — немецкий язык, 629 (0.04 %) — русский язык, 482 (0.03 %) — чешский язык. При этом во Львове по сравнению с другими уездами была наиболее высока доля носителей польского языка, идиш, русского и чешского языков, однако ниже всех других уездов доля носителей украинского языка.
В конфессиональном плане население Львовского воеводства распределялось следующим образом: 903 349 (54,35 %) — грекокатолики, 521 084 (31,35 %) — римокатолики, 218 995 (13,18 %) — иудеи, 11 184 (0,67 %) — протестанты, 4017 (0,24 %) — православные.

## Львовские воеводы

### Воеводы
- Казимеж Грабовский (23 апреля 1921 — 30 июня 1924; отстранён от обязанностей 10 марта 1924)
- Станислав Зимный (10 марта 1924 — 10 декабря 1924; до 30 июня 1924 — и. о.)
- Павел Гарапих (30 декабря 1924 — 28 июля 1927)
- Пётр Дунин-Борковский (28 июля 1927 — 30 апреля 1928)
- Войцех Агенор Голуховский (9 июля 1928 — 29 августа 1930)
- Бронислав Наконечников-Клюковский (29 августа 1930 — 6 июля 1931)
- Юзеф Рожнецкий (28 июля 1931 — 30 января 1933)
- Владислав Белина-Пражмовский (31 января 1933 — 14 апреля 1937)
- Альфред Билык (30 апреля 1937 — 17 сентября 1939)

### Делегаты правительства Польши по Львовскому воеводству
- Францишек Буяк (август 1941)
- Эдмунд Буланда (август 1941 — январь 1942)
- Станислав Кульчинский (январь 1942 — июнь 1942)
- Юлиан Чижевский (конец 1942 — 15 марта 1944)

### Воеводы Львовского воеводства со столицей в Жешуве
- Здзислав Виктор Едлиньский (18 августа — 22 сентября 1944)
- Станислав Януш (22 сентября — 22 октября 1944)
- Станислав Ткачёв (22 октября 1944 — 30 июня 1945)
- Эдвард Клюк (1–31 июля 1945)
- и. о. Ян Мирек (1–18 августа 1945)